# Acanista alphoides
Acanista alphoides  (лат.) — вид жуков-усачей из подсемейства ламиин. Распространён в Австралии, на Молуккских островах и в Папуа — Новой Гвинее.
Голова уже проторокса (его передний и задний края одинаковой ширины, а боковые края угловатые). Скутеллюм сзади округлённый. Надкрылья шире переднеспинки. Общая окраска серо-белая. Усики длинные, примерно в 3,5 раза больше длины всего тела.